# Економіка добробуту
Еконо́міка добробуту (англ. Welfare Economics) — це галузь економіки, яка спрямована на оптимізацію та максимізацію добробуту на загальному рівні. Вона аналізує добробут на мікроекономічному рівні, з точки зору економічної діяльності людей, що складають суспільство.
Існує оптимальний розподіл, коли неможливо покращити процвітання однієї групи суб'єктів, не впливаючи на успіх іншої. Тож процвітання громади зростає, якщо воно зростає для одного чи декількох суб'єктів і не зменшується для жодного. Це називається вдосконаленням Парето, посилаючись на економічну концепцію ефективності Парето. Якщо переможці отримують більше прибутку, ніж ті, хто програв, тоді вони втрачають корисність, це також називається потенційним покращенням Парето. Ця концепція передбачає, що суспільство в цілому може отримати вигоду від цього вдосконалення, якщо переможці компенсують переможеним. Цей принцип також відомий як ефективність Калдора-Гікса.
Англійський економіст Пігу дійшов висновку, що процвітання також збільшується, якщо:
- національний продукт розподіляється менш нерівномірно серед населення;
- мінливість доходу зменшується: коли дохід стабільніший і ділові цикли згасають.

Він також впровадив поняття зовнішніх ефектів, які можуть бути як позитивними, так і негативними. Негативні наслідки можна виправити, встановивши податок (податок Пігу) на збудника.
Тімоті Джон Беслі постулює, що: «Економіка добробуту забезпечує основу для оцінки досягнень ринку, та тих, хто відповідає за політичні рішення при розподілі». Каліфорнійський університет (Берклі), відзначає: «Економіка добробуту: методологічний підхід до оцінки розподілу ресурсів та встановлення критеріїв державного втручання», а кафедра економічного аналізу Університету Сарагоси говорить: «Економіка добробуту — це галузь мікроекономіки, яка займається поясненням рівня колективного добробуту, яким користується суспільство».

## Основоположні підходи
Історично сформувалось два основних підходи, які домінують в цій області: перший — неокласичної економіки, а другий — неокласичного синтезу.

### Кардиналістський підхід
Ранній неокласичний підхід, в основному заснований на роботах Френсіса Еджворта, Артура Пігу, Вільфредо Парето, Альфреда Маршалла, Генрі Сіджвіка та ін.
Кардналістська конценпція передбачає:
- споживач кількісно оцінює міру свого задоволення;
- вподобання є екзогенними даними;
- додаткове споживання забезпечує дедалі менше збільшення корисності (зменшення граничної корисності);
- усі люди мають індивідуальні співмірні функції корисності.

### Ординалістський підхід
Нова сучасна економіка добробуту базується на ординалістському підході «неокласичного синтезу» таких авторів, як Джон Гікс, Ніколас Калдор, Пол Семюельсон та ін.
Якщо споживач нездатний кількісно виміряти рівень задоволення потреб, то в такому випадку використовують порядковий (ординалістський) рівень виміру корисності. Цей підхід має визначити такий набір двох благ(співвідношення благ), який дозволив би споживачу отримати максимум корисності від споживання цього набору за обмежений період часу.

## Критерії

### Оптимум Парето
Паретоефективний стан справ може виникнути лише за умови дотримання чотирьох критеріїв.
- У граничних нормах заміщення, споживання для будь-яких двох товарів однакові для всіх споживачів. Ми не можемо перерозподілити товари між двома споживачами і зробити обох щасливішими;
- Гранична норма трансформації у виробництві, для будь-яких двох товарів однакова для всіх виробників цих двох товарів. Ми не можемо перерозподілити виробництво між двома виробниками і збільшити загальний обсяг виробництва;
- Граничний фізичний продукт вхідного фактора (наприклад, праця) повинен бути однаковим для всіх виробників товару. Ми не можемо зменшити собівартість продукції, перерозподіляючи виробництво між двома виробниками;
- Граничні норми заміщення у споживанні, дорівнюють граничним показникам трансформації виробництва для будь-якої пари товарів. Виробники, не можуть зробити споживачів щасливішими, виробляючи більше одного товару, а менше іншого.

Існує ряд умов, які призводять до неефективності. Вони включають:
- недосконалі структури ринку, такі як монополія, монопсонія, олігополія, олігопсонія та монополістична конкуренція;
- неефективність розподілу факторів виробництва в основах теорії виробництва;
- зовнішні дії;
- асиметричну інформацію, включаючи проблеми принципалу-агента;
- у довгостроковій перспективі, зниження середніх витрат в умовах природної монополії;
- податки та тарифи;
- та ін.

Якщо одна з цих умов призводить до неефективності, інша умова може компенсувати другу.

#### Ефективність Калдора-Гікса
Щоб визначити, чи рухається діяльність до ефективності Парето, було розроблено два компенсаційні тести. Зміни в політиці зазвичай допомагають одним людям, завдаючи шкоди іншим, тому ці тести задають питання, що сталося би, якби переможці мали компенсувати переможеним.
Згідно критерію Колдора-Гікса стан суб'єкта (А) є переважним стосовно стану суб'єкта (В), за умови, що ті, хто можуть отримати вигоду від переходу до стану А, матимуть можливість компенсувати збитки тим, хто їх отримав саме в результаті цієї зміни і все одно, при цьому, залишитися у виграші.
Іншими словами, в рамках даного критерію, стан А є кращим, ніж стан В у випадку, коли ті, хто одержує вигоду у наслідок переходу до стану А зможуть компенсувати частину збитків тим, хто їх отримав у результаті цього переходу. При цьому перші, все одно залишаються у виграші.

### Капітал
Існує безліч комбінацій споживчої корисності, виробничих факторів, що відповідають ефективності. Отже, існують нескінченні рівноваги споживання та виробництва. Оптимумів стільки, скільки точок на кривій виробничих можливостей. Тому, ефективність Парето є необхідною, але не достатньою умовою щодо соціального забезпечення. Кожен оптимум відповідає різному розподілу доходу в економіці. Деякі можуть спричинити велику нерівність доходів. Тож, як ми вирішимо? Який оптимум Парето є найбільш бажаним? Це рішення приймається, коли ми визначаємо для себе функцію соціального забезпечення і данна функція втілює міжособистісну корисність. Функція соціального забезпечення показує відносну ефективність людей, що складають суспільство.
Утилітарна функція добробуту (функція Джеремі Бентама) підсумовує корисність кожної людини для того, щоб отримати загальний добробут суспільства. До всіх людей ставляться однаково, незалежно від їх початкового рівня корисності. Одна додаткова одиниця корисності для бідної людини не має вищого значення, ніж додаткова одиниця корисності для багатої. Інша крайність — функція корисності на максимум-мінімум. Відповідно до критерію макс-мін, добробут максимізується, коли ефективність тих членів суспільства, які мають найменше, є найбільшою. Жодна економічна діяльність не призведе до підвищення соціального добробуту, якщо не покращить становище члена суспільства, який переживає найгірший стан. Більшість економістів визначають функції соціального забезпечення, які є проміжними між цими двома крайнощами.
Функція соціального добробуту, як правило, накладається на криві байдужості, щоб їх можна було використовувати в тому ж графічному просторі, що й інші функції, з якими вони взаємодіють. Крива утилітарної соціальної байдужості є лінійною та похилою вправо. Крива соціальної байдужості макс-мін приймає форму двох прямих ліній, з'єднаних так, що вони утворюють кут 90 градусів. Крива соціальної байдужості, виведена з проміжної функції соціального забезпечення, — це крива, яка спускається вниз праворуч.